# امیش (آیووا)
امیش، لوا (به انگلیسی: Amish, Iowa) یک منطقهٔ مسکونی در ایالات متحده آمریکا است که در شهرستان جانسون واقع شده‌است.